# Мира Стойчевска
Мира Стойчевска (на македонска литературна норма: Мира Стојчевска) е лесоинженерка и политик от Северна Македония.

## Биография
Родена е на 19 юли 1966 година в град Битоля, тогава във Социалистическа федеративна република Югославия. Завършва Лесотехнически факултет. Работи като начална учителка.
В 2014 година е избрана за депутат от Социалдемократическия съюз на Македония в Събранието на Република Македония.
В 2016 година отново е избрана за депутат в Събранието от СДСМ.
През февруари 2019 година става пръв обект на разследване от новата Антикорупционна комисия, след като по време на мандата ѝ синът ѝ е назначен в държавната Електрани на Македония, брат ѝ в РЕК „Битоля“, и мъжът и е назначен за временно изпълняващ длъжността командир на лесополицията в Царево село.